# Prospalta conducta
Prospalta conducta là một loài bướm đêm trong họ Noctuidae.